# مالدونادو (أوروغواي)
مالدونادو (بالإسبانية: Maldonado)‏، ( النطق الاسباني: [maldoˈnaðo] ) هي عاصمة مقاطعة مالدونادو في الأوروغواي. اعتبارًا من تعداد عام 2011، فهي سابع مدينة من حيث عدد السكان في البلاد.